# Demodes javanica
Demodes javanica là một loài bọ cánh cứng trong họ Cerambycidae.